# Анжель (певица)
Анже́ль Ван Ла́кен (фр. Angèle Van Laeken, род. 3 декабря 1995 года) — бельгийская певица, выступающая под мононимом Анже́ла (или Анже́ль, фр. Angèle).
По состоянию на 2018 год живёт в Париже.

## Биография
Родилась в музыкально-артистической семье. Отец Анжелы — известный бельгийский певец Марка (фр. Marka), мать — комедийная актриса Лоранс Бибо. В 2000-х годах родители составляли ставший популярным поп-роковый дуэт Monsieur et Madame.
Начала Анжела свой путь к славе в 2015 году на «Ютюбе» и в «Инстаграме», где выкладывала каверы (на различные песни) и смешные фотографии.
Там её заметили — в частности, благодаря каверу на песню Дика Аннегарна «Брюссель».
В 2017 году рэпер Damso предложил Анжеле выступить на разогреве на своих концертах.
Настоящая известность пришла к ней в 2017 году с эксцентричным клипом на песню «La Loi de Murphy» («Закон Мёрфи»). Клип вышел в конце того года и стал очень популярным.
Следующием синглом стала песня «Je veux tes yeuх» («Я хочу твои глаза»).
В октябре 2018 года у Анжелы вышел дебютный альбом, озаглавленный Brol, что на бельгийском жаргоне означает «Бордель».
По состоянию на 2019 год самой популярной песней Анжелы остаётся «Tout oublier» («Все забыть»), записанная при участии старшего брата — популярного бельгийского рэпера Ромео Элвиса (фр. Roméo Elvis). C этой песней Анжела возглавила чарты Валлонии (франкоязычной Бельгии) и Франции. Песня является частью первого альбома и вышла (отдельным синглом) в один день с ним — 5 октября 2018 года.
Став одним из открытий сезона на франкоязычной музыкальной сцене, с церемонии вручения премии Victoires de la musique («Музыкальные победы», французский аналог премии «Грэмми») в январе 2019 года Анжела вернулась сразу с двумя статуэтками — за альбом Brol в номинации «Альбом — открытие года» и за клип к песне «Tout oublier» в номинации «Лучший музыкальный клип».
Следующий сингл, «Balance ton quoi», вышел 15 апреля 2019 года. Он тоже поднялся на 1 место в Валлонии, во Франции же достиг 2 места (в списке самых скачиваемых песен во Франции — 1-го).
15 мая 2019 года Анжела выступила на церемонии открытия Каннского кинофестиваля с песней «Sans toi» из кинофильма «Клео от 5 до 7».
Очередной сингл, «Flou», вышел 5 июля и достиг во Франции 34-го места (на радио 3-го) и в Валлонии 2-го.
30 октября 2020 года вышел сингл «Fever», совместный с Дуа Липой.
Nonante-Cinq был вторым концертным туром Анжель в поддержку её второго альбома, Nonante-Cinq (2021).

## Дискография
См. раздел «Discography» в английской Википедии.